# Opol
Opol (Bayan ng Opol) är en kommun i Filippinerna. Kommunen ligger på ön Mindanao, och tillhör provinsen Misamis Oriental. Folkmängden uppgår till 36 389 invånare.
Opol är indelat i 14 barangayer.